# Goplana (zakład)
Goplana – zakłady cukiernicze w Poznaniu, a także marka produktów spożywczych. Obecnie należą do holdingu Colian (dawniej Jutrzenka Colian Sp. z o.o.).

## Historia

### Do 1918

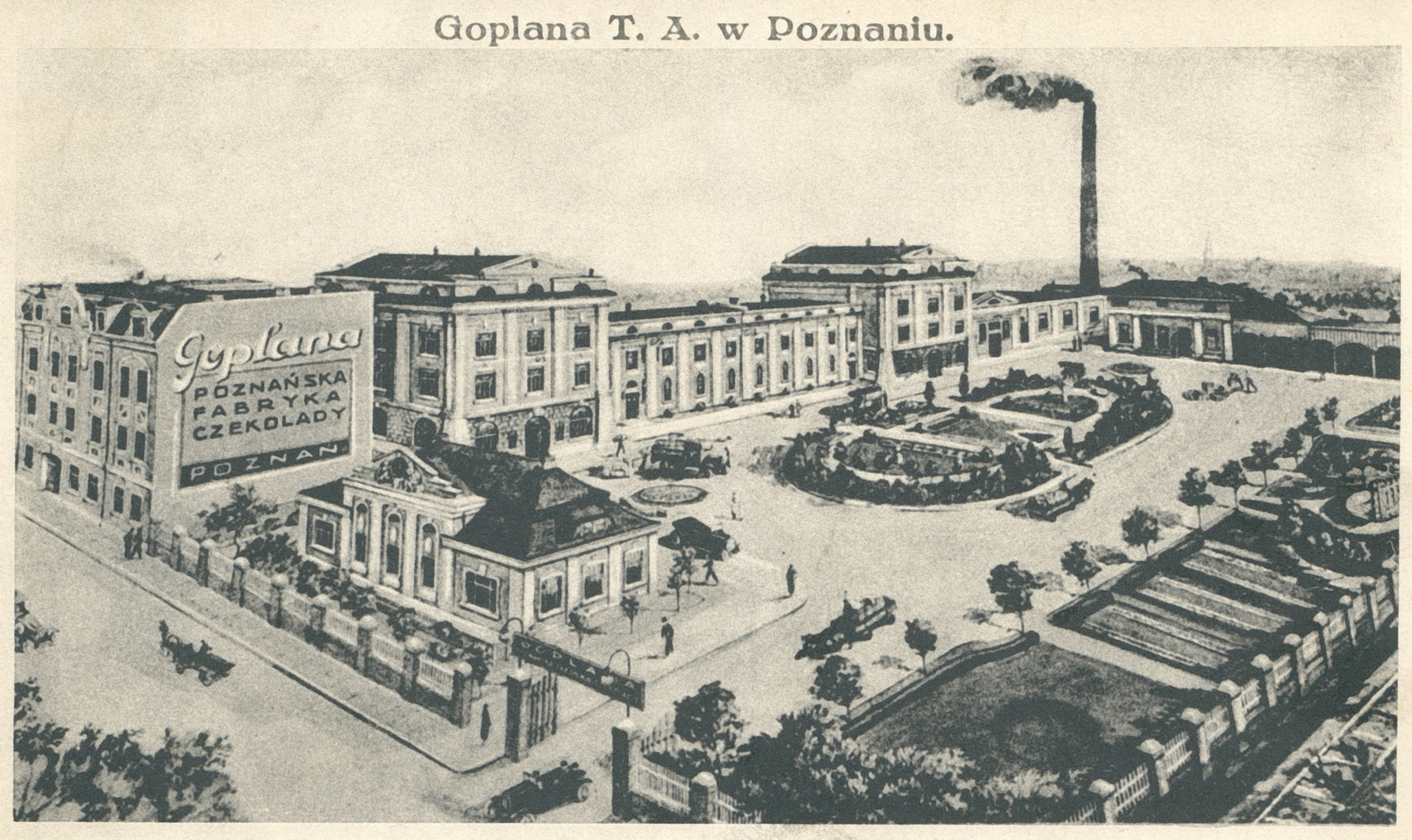
Widok fabryki sprzed 1927 roku.

22 kwietnia 1911 założono Poznańską Fabrykę Czekolady „Luna” (numer rejestrowy 147). Była to spółka z ograniczoną odpowiedzialnością o kapitale zakładowym 80.000 marek. Założycielami byli Janusz i Wiesław Wilkońscy. 6 grudnia 1911 nastąpiła zmiana nazwy na Poznańska Fabryka Czekolady „Gonda”. 17 lipca 1913 do spółki przystąpił Tadeusz Prądzyński i wtedy po raz kolejny zmieniono nazwę, tym razem na Poznańska Fabryka Czekolady „Goplana”. Nazwa ta miała akcentować regionalny i narodowy charakter fabryki i zachęcać do kupowania jej produktów przez Polaków. Zakład był wówczas niezbyt duży – zajmował tylko jeden parterowy budynek na ul. Warszawskiej 9/10 (obecnie w tym miejscu znajduje się Rondo Śródka). Początkowo produkowano tylko czekoladę twardą w tabliczkach, pastylki czekoladowe, kakao i wyroby z marcepanu. Zatrudniano około trzydziestu pracowników produkcyjnych (głównie kobiet). Roczną produkcję szacuje się zaledwie na około sto ton.
Kryzys I wojny światowej ograniczył produkcję zakładu, gdyż kakao było drogim surowcem importowym. Produkowano jednak niektóre wyroby, np. pomadę i galanterię czekoladową z korpusem pomadowym (w 1916 zakupiono nawet specjalną maszynę do produkcji pomady).

### Galeria do 1939

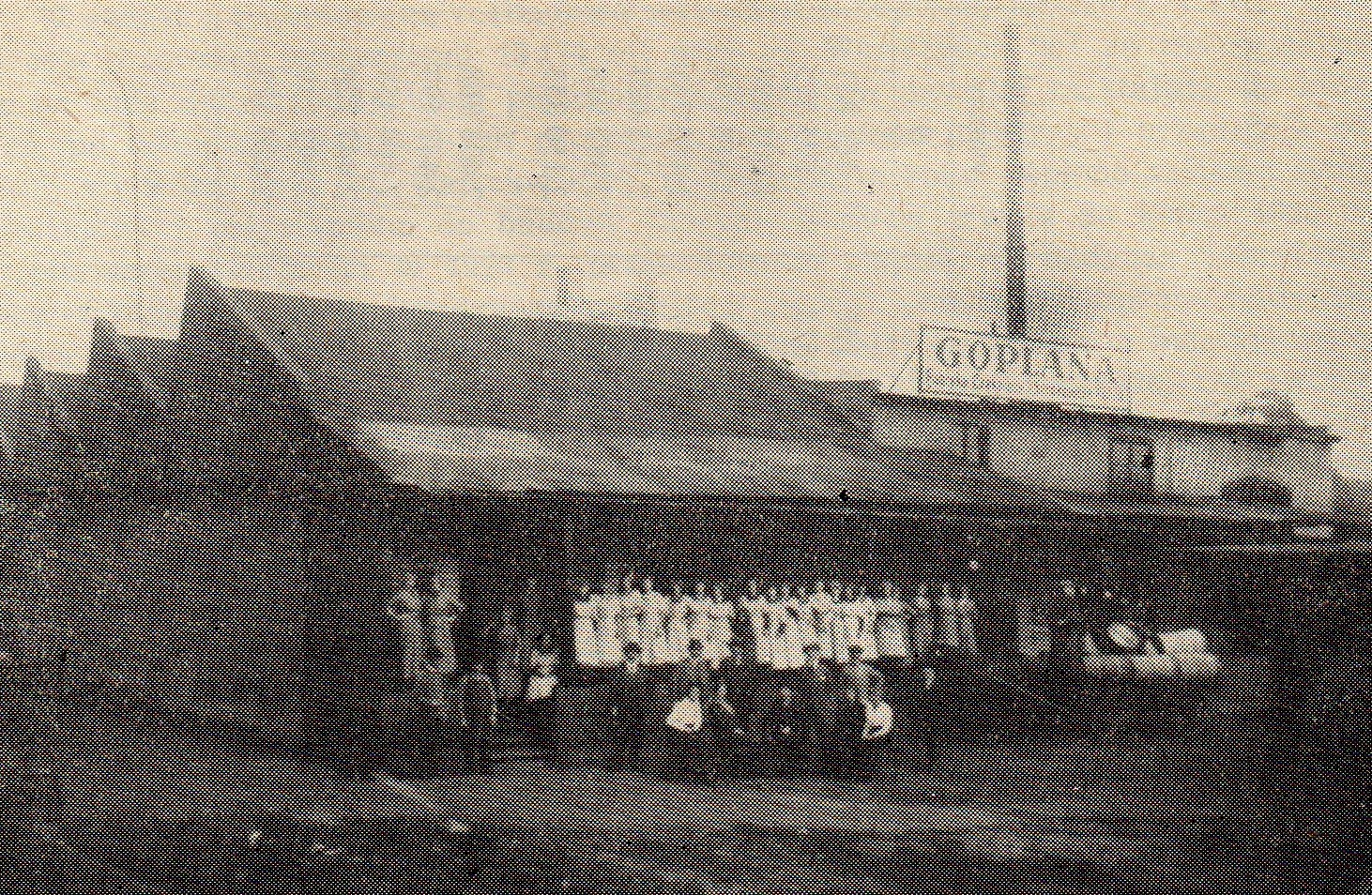
Zakład przy ul. Warszawskiej około 1914
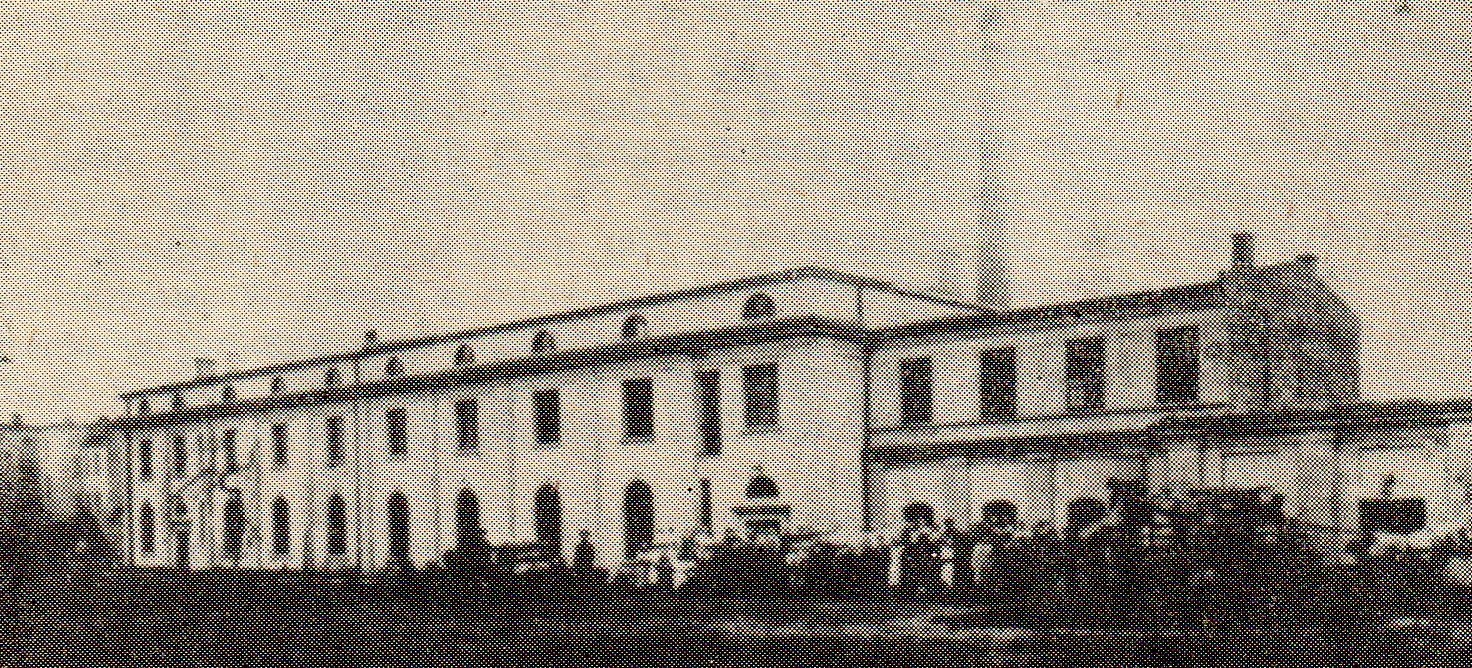
Budynki przy ul. św. Wawrzyńca w 1922
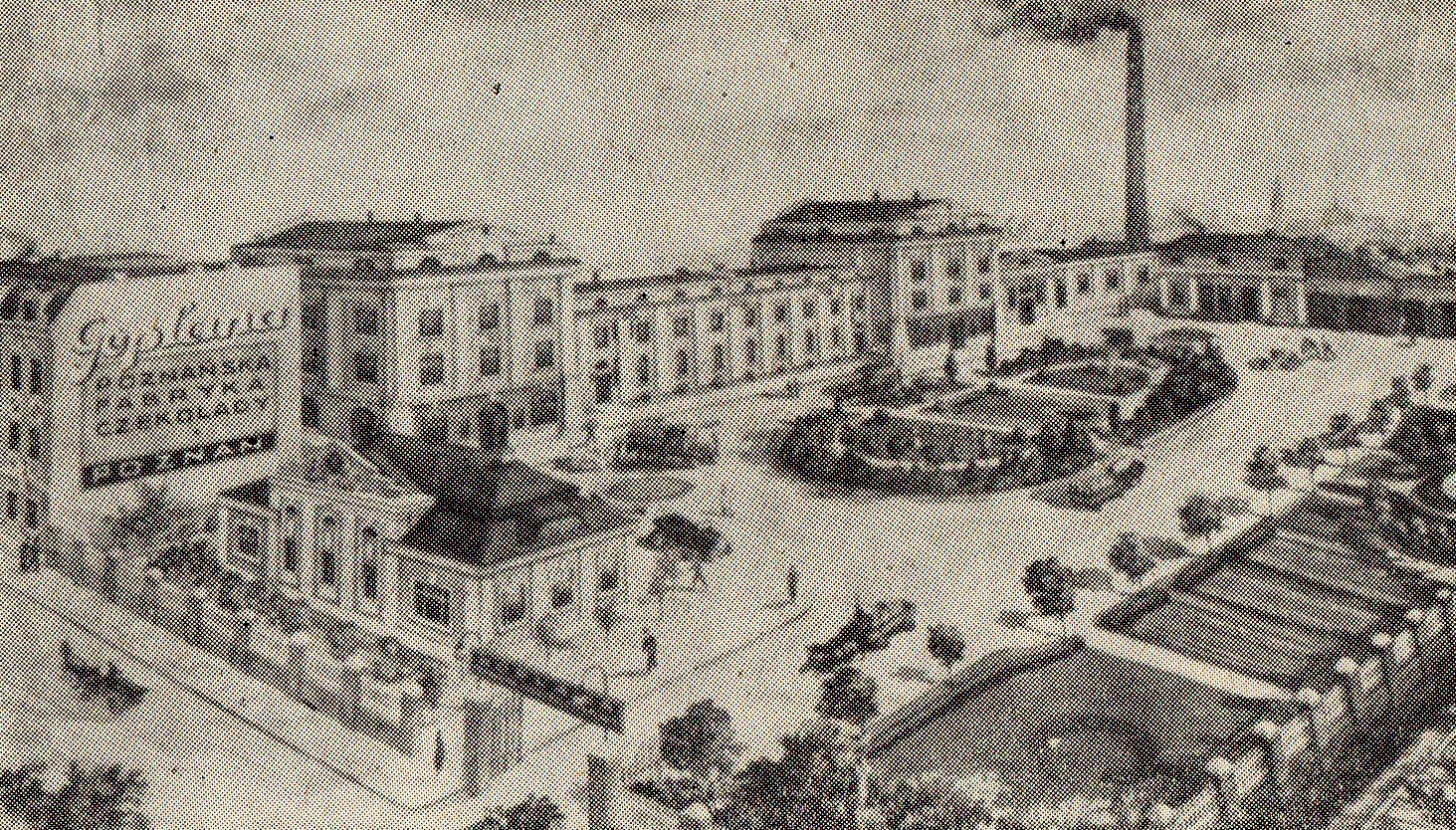
Panorama zabudowań w 1935

### 1918 – 1939
29 lipca 1921 rozwiązano spółkę z o.o., ale 16 czerwca tego roku zarejestrowano firmę „Goplana”, Poznańska Fabryka Czekolady, Towarzystwo Akcyjne (kapitał zakładowy – 15 milionów marek polskich). W 1921 zakupiono trzy parcele przy ul. św. Wawrzyńca 28 na Jeżycach (13.174 m²). Do dawnych stajni przeniesiono maszyny produkcyjne z ul. Warszawskiej. Dokupiono jeszcze sąsiedni dom (1922) i do 1925 ukończono budowę nowej, dużej fabryki. Do 1939 stan posiadania nie ulegał już zmianom. 19 czerwca 1926 zbudowano nową, własną kotłownię, która całkowicie zaspokajała potrzeby zakładu na energię (był tam m.in. silnik parowy, tłokowy o mocy 350 KM). W 1925 poczyniono poważne inwestycje, zakupując m.in. 42 maszyny do produkcji czekolady i galanterii czekoladowej. W 1931 uruchomiono niewielką produkcję pieczywa trwałego. Poznański zdun Ludwik Bręczewski wybudował w tym celu w dwukomorowy piec kanałowy. W 1935 posadowiono kolejne piece: cukierniczy oraz waflarski. W 1936 zakupiono maszynę do produkcji herbatników, a w latach 1934-1935 bębny drażetkarskie, co zainicjowało produkcję słodkich drażetek. Część prac była wówczas zmechanizowana, a część odbywała się jeszcze ręcznie, np. zawijanie i paczkowanie. W 1928 wyeliminowano transport konny, zakupując samochody ciężarowe, których w 1938 było już sześć.
W pierwszych latach niepodległości fabryka nastawiła się głównie na wyrób czekolady i galanterii z niej, a także pomadek. Od 1928 rozwijano wyrób landrynek, dropsów, karmelków (nadziewanych), irysów i cukierków toffi. Od 1931 wyrabiano także herbatniki, biszkopty i pierniki, od 1934 drażetki, a od 1935 również wafle. Sprzedawano też konfitury i marmolady własnego wyrobu.
Mimo inwestycji, zakład nie przyniósł oczekiwanych zysków, zwłaszcza silnie odczuł skutki wielkiego kryzysu. Nie stosowano jednak dłuższych przerw w produkcji, ani innych radykalnych działań. Poprawa nastąpiła w latach 1936-1937, a od 1938 ponownie pojawiły się zyski.

### Okupacja
We wrześniu 1939 zakład nie doznał większych zniszczeń. 9 października przejął go okupant hitlerowski i przekazał na rzecz Trauhandstelle Ost. Zarządzał niemiecki kupiec Frido Kleiss. 2 września 1940 fabrykę sprzedano firmie Kaisers Kaffeegeschäft z Viersen za ponad 626.000 marek. Otrzymała wtedy nazwę „Gotana” Schokoladenfabrik G.m.b.H. W latach 1940–1942 ograniczono produkcję – wytwarzano przede wszystkim wyroby na frontowe potrzeby wojenne (dropsy z witaminą C, karmelki nadziewane, czekoladę pitną, herbatniki i wyroby oblewane). Dokonywano tu też pakowania wyrobów z innych niemieckich fabryk w pakiety frontowe. Do 1942 produkowano też marmoladę dla Polaków (z marchwi pastewnej, buraków i sacharyny). Od 1943, na pierwszym piętrze, produkowano części do masek przeciwgazowych. Stanowiska kierownicze obsadzili Niemcy, a Polacy pracowali w produkcji (około 150 osób), będąc całkowicie upośledzonymi socjalnie.

### Galeria po 1939

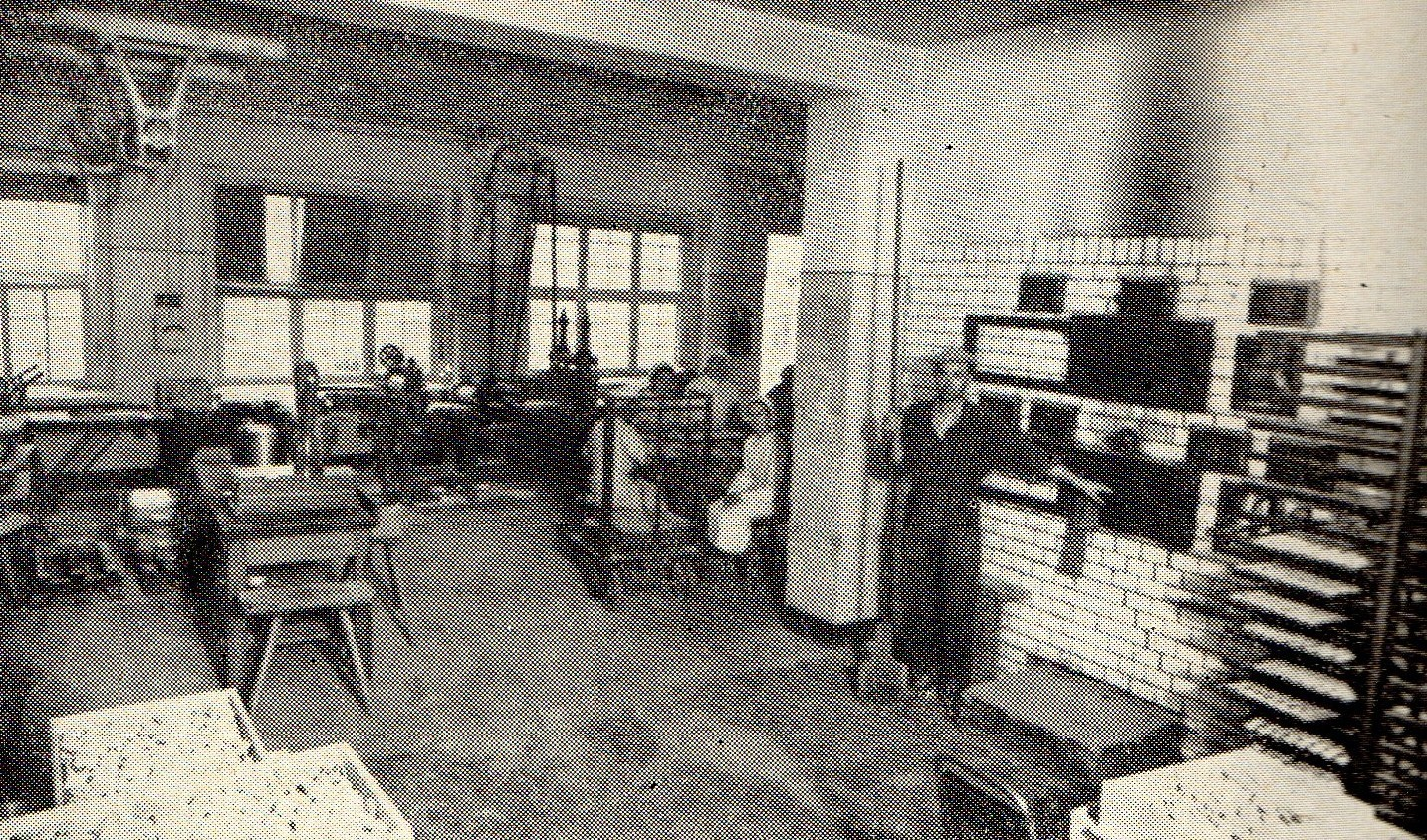
Piekarnia zakładowa w 1939
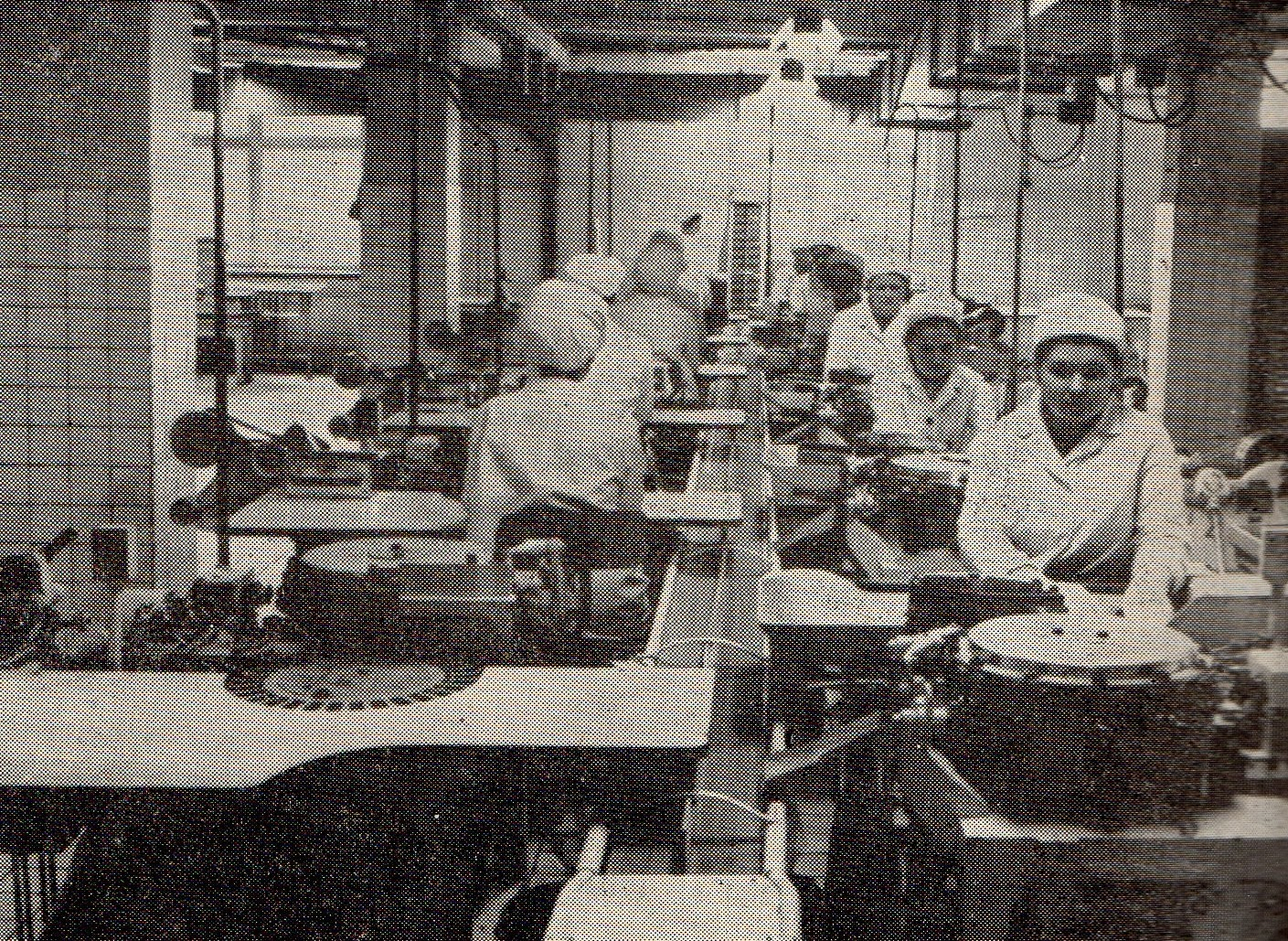
Sekcja pakowania w latach 60. XX w.
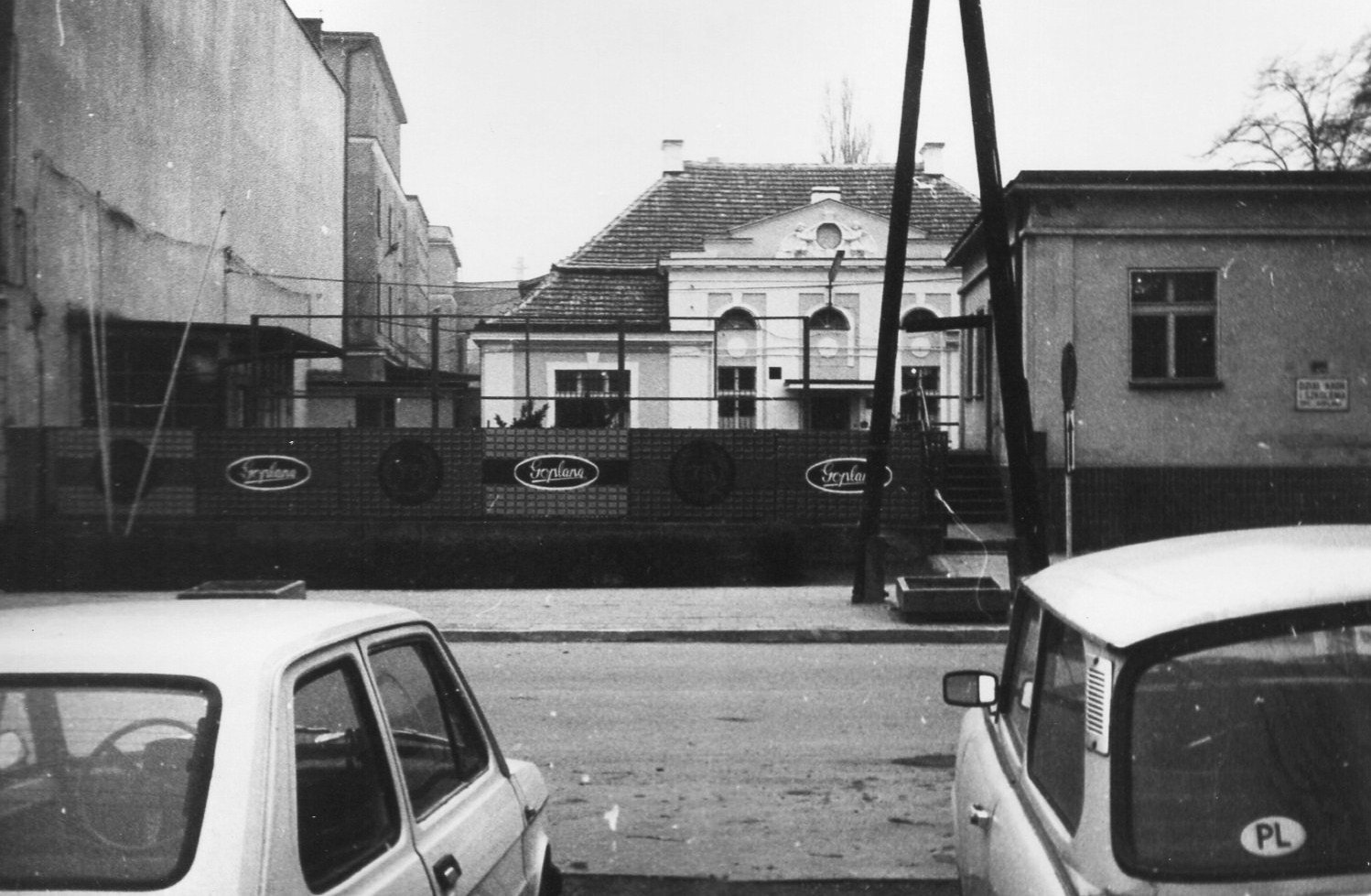
Widok od ul. św. Wawrzyńca w 1989

### Po 1945

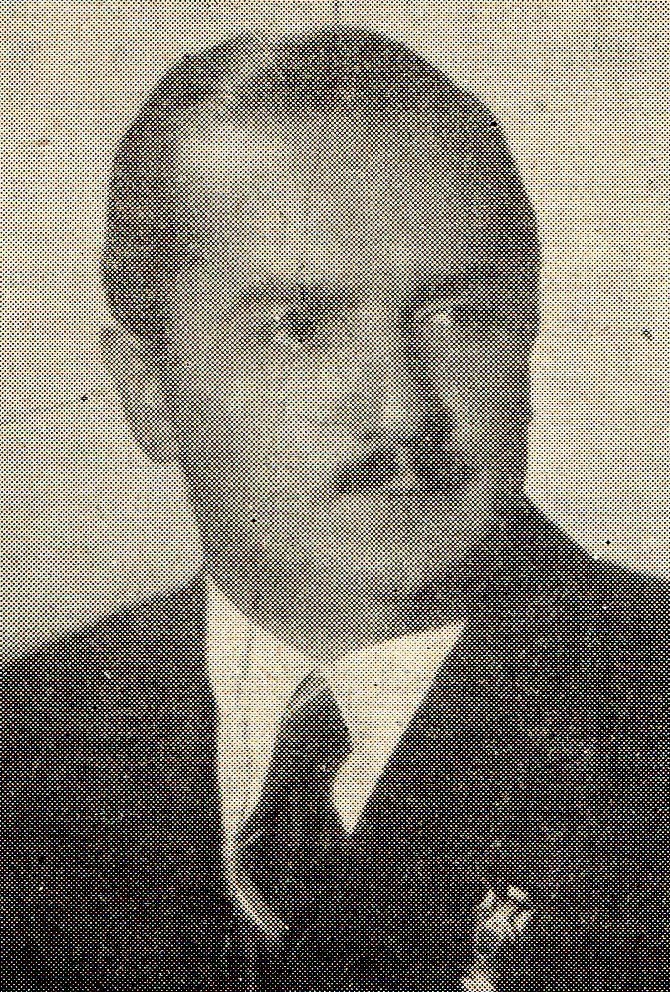
Mieczysław Konieczny – pierwszy po 1945 dyrektor zakładu

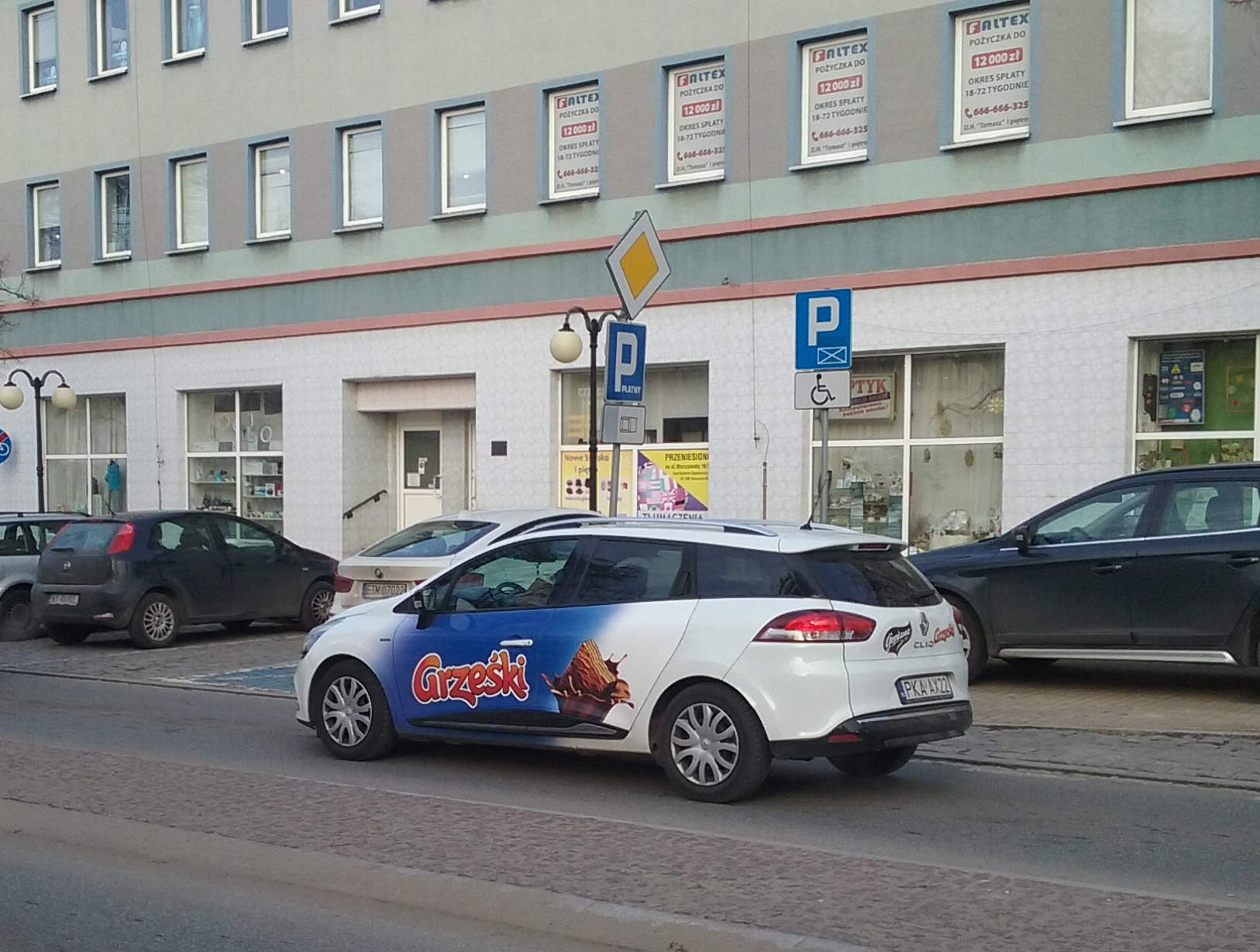
Samochód handlowca Goplany na ulicy Tomaszowa Mazowieckiego

W 1945 zniszczenia zakładów osiągnęły tylko około 10%. Większość maszyn jednak wywieziono, pozostały niewielkie zapasy barwników, esencji, przecierów owocowych i opakowań. 2 lutego 1945, jeszcze w czasie walk o Poznań, grupa dawnych pracowników przejęła i zabezpieczyła zakład. Już kilka dni później rozpoczęto produkcję karmelków (bez prądu, w kotłach na otwartych paleniskach). Jako wynagrodzenie przyznawano początkowo cukier (uzyskany od wojsk radzieckich), a potem chleb i marmoladę. Pod koniec lutego 1945 Rosjanie zaczęli wypiekać chleb w naprawionej piekarni. W marcu tego roku ruszyła kotłownia. Zaczęto wyrabiać marmoladę, a od listopada także pierniki i herbatniki. 28 marca 1945 mianowano dyrektora – Mieczysława Koniecznego (fabryka była pod zarządem państwowym). Nacjonalizacja nastąpiła 1 stycznia 1946. Nadano nazwę Fabryka Czekolady, Cukrów i Keksów Nr 1 „Goplana”. Podlegała Państwowemu Zjednoczeniu Przemysłu Cukierniczego z siedzibą w Poznaniu.
W 1949 utworzono Poznańskie Zjednoczone Fabryki Cukrów i Czekolady, w skład którego, oprócz „Goplany” weszły też fabryki z Kargowej i poznańska „Ira” z ul. Święty Wojciech. 1 stycznia 1951 z tego rozwiązania zrezygnowano, a „Goplana” stała się zakładem samodzielnym, otrzymując nazwę Zakłady Przemysłu Cukierniczego „Goplana”. 1 kwietnia 1966 „Goplanę” połączono z Fabryką Cukrów „Rywal” z Leszna. Nazwę zmieniono tym razem na Wielkopolskie Zakłady Przemysłu Cukierniczego. W 1967 ponownie przyłączono doń zakład w Kargowej (wówczas już pod nazwą „Dąbrówka”), a nazwa całości brzmiała Wielkopolsko-Lubuskie Zakłady Przemysłu Cukierniczego. Siedziba mieściła się zawsze na ul. św. Wawrzyńca w Poznaniu.
W latach 1946–1949 usunięto całkowicie zniszczenia wojenne. W ramach Planu Trzyletniego podjęto decyzję o rozbudowie fabryki, która rozpoczęła się w 1950. 4 maja 1950 przejęto teren przyległy do zakładu, a należący wcześniej do fabryki wódek Józefa Strzelczyka. 20 września 1951 otrzymano od miasta kolejny pas gruntu, a w 1952 jeszcze jeden wywłaszczony teren (wszystko przy ul. św. Wawrzyńca). Na pozyskanych terenach rozbudowano zakłady, wzbogacono i unowocześniono park maszynowy, a także zmechanizowano procesy produkcyjne. Jednocześnie przy pobliskiej ul. Grudzieniec 19 uruchomiono osobny zakład produkcji drażetek. W 1956 całkowicie wyeliminowano pakowanie ręczne herbatników, a w 1960 – karmelków. W 1967 otwarto własne laboratorium badawcze. Na koniec 1969 w fabryce pracowało 1530 pracowników.
W latach 1964–1966 wybudowano całkiem nowy budynek produkcyjny, a część starego wyburzono, wznosząc budynek socjalny. W 1966 zakupiono nowoczesny agregat do produkcji galanterii czekoladowej i czekolady nadziewanej „Cavemil-Crem”. W końcu lat 60. XX wieku produkowano ponad dwieście sortymentów wyrobów, m.in. herbatniki „Deserowe”, „Angielskie”, „Domowe”, „Maczki”, „Tureckie”, „Koreanki”, „Serwetkowe”, „Goplanki” i bardzo popularne „Bé-Bé”, karmelki „Morelowe”, „Cytrynki”, „Pomarańczki”, „Kwiat Róży”, „Amico” i „Truskawkowe”, czy galanterię „Anetki”, „Piankowe”, „Grylażowe”, „Orzechowe”, „Węgierki”, „Mocca” i „Bahia”. Fabryka zdobyła w latach 1959-1969 na Międzynarodowych Targach Poznańskich 12 medali i 62 dyplomy (m.in. za „Piccolino” i „Bé-Bé”). W 1956 nastąpiły pierwsze zamówienia eksportowe – do Sudanu.